# دوبريانكا (غورنو-التاج)
دوبريانكا (Добровеличківка) هي مدينة في مقاطعة غورنو-التاج في أوكرانيا.
يبلغ عدد سكانها حوالي 6471 نسمة.